# Give Me Peace On Earth
«Give Me Peace On Earth» ("Denme paz en la tierra") es el segundo sencillo del cuarto álbum de Modern Talking In the Middle of Nowhere. La canción fue compuesta, arreglada y producida por Dieter Bohlen, y coproducida por Luis Rodriguez. La fotografía y diseño de la carátula es casi igual al del álbum In the Middle of Nowhere y fue responsabilidad de M. Vormstein, D. Zill y Kortemeier. En el video musical Thomas y Dieter simulan estar dentro de una esfera de nieve. 

## Sencillos
7" Single Hansa 108 778, 1986
1. Give Me Peace On Earth	- 4:12
2. Stranded In The Middle Of Nowhere - 4:31

12" Maxi Hansa 608 778, 1986
1. Give Me Peace On Earth	- 4:12
2. Stranded In The Middle Of Nowhere - 4:31
3. Sweet Little Sheila - 3:04

## Posicionamiento
El sencillo permaneció 7 semanas en el chart alemán desde el 22 de diciembre de 1986 hasta el 15 de febrero de 1987. Alcanzó el #29 como máxima posición.
| Listas (1986) | Posiciones |
| ------------- | ---------- |
| Alemania      | 29         |
| Austria       | 28         |
| Bélgica       | 7          |